# Lagune de Puttalam
 (mars 2024).
La lagune de Puttalam est une grande lagune du nord-ouest du Sri Lanka. D'une superficie de 327 km2, elle est située près de Puttalam.